# Моисеев, Борис Григорьевич
Бори́с Григо́рьевич Моисе́ев (род. 27 ноября 1932 года, Москва) — советский, российский и, позднее, канадский художник-постановщик мультипликационных фильмов.

## Биография
Борис Григорьевич Моисеев родился 27 ноября 1932 года в Москве.
Учился в Московском текстильном институте и на курсах по подготовке творческих работников телевидения.
С 1969 по 1970, Борис Моисеев работал в редакции литературно-драматических программ Центрального телевидения (ЦТ). В 1970 устроился на студию «Мульттелефильм» на Творческом объединении «Экран», и там он начал приобретать творческий успех. Он проработал там до 1991 года.
После ухода из студии, он начал плодотворно сотрудничать со студией «Кристмас Филмз».
Он участвовал в создании около двадцати телеспектаклей.
С 2001 года Борис Моисеев проживает в Канаде.

### Сотрудничество
Работал с такими режиссёрами как Ю. С. Клепацкий, Л. В. Сурикова, Ю. А. Трофимов, М. Г. Новогрудская, Г. И. Беда, и другими.

## Фильмография

### Художник-постановщик
1. 1970 — «Малышок и Чёрная маска»[1]
2. 1971 — «Ослик Плюш»[2]
3. 1971 — «Незнайка 1. Коротышки из Цветочного города»
4. 1971 — «Незнайка 1. Незнайка-поэт»
5. 1972 — «Незнайка 1. Незнайка встречается с друзьями» («Незнайка в больнице»[3])
6. 1972 — «Незнайка 1. Незнайка за рулём»
7. 1972 — «Незнайка 1. Незнайка-художник»
8. 1972 — «Турист»
9. 1973 — «Жук — кривая горка»
10. 1974 — «Волшебник Изумрудного города 2»
11. 1974 — «Волшебник Изумрудного города 6»
12. 1975 — «Одуванчик»
13. 1975 — «Дядя Фёдор, пёс и кот. Матроскин и Шарик»
14. 1976 — «Дядя Фёдор, пёс и кот. Мама и папа»
15. 1976 — «Дядя Фёдор, пёс и кот. Митя и Мурка»
16. 1977 — «Шёлковая кисточка»[4]
17. 1978 — «Златовласка»
18. 1978 — «Сказка о потерянном времени»
19. 1979 — «Дядюшка Ау»: «Ошибка дядюшки Ау» (2-я серия)
20. 1980 — «Солдатская сказка»
21. 1980 — «Футбол»
22. 1980 — «Солдатская загадка»[5]
23. 1981 — «Девичьи узоры»
24. 1982 — «Ветер про запас»
25. 1983 — «Девочка + дракон»
26. 1983 — «Малиновое варенье»
27. 1984 — «А в этой сказке было так…»
28. 1984 — «Кто сильней?»
29. 1985 — «Крококот»
30. 1985 — «Пекка»
31. 1986 — «Снегопад из холодильника»
32. 1986 — «Урок музыки»
33. 1987 — «Вреднюга»
34. 1987 — «Лёгкий хлеб»
35. 1989 — «Доктор Бартек и смерть»

### Художник
- 1997 — «Руфь»[6]
- 1999 — «Тростниковая шапочка»[7]